# Ein treuer Diener seines Herrn
Ein treuer Diener seines Herrn ist ein Drama von Franz Grillparzer. Es gilt als sein "persönlichstes" Stück.